# 書薬
書 薬（ふみ の くすり）は、飛鳥時代の人物。姓は直。壬申の乱で大友皇子（弘文天皇）のため兵を興す使者に立ち、敵に捕らえられた。

## 経歴
壬申の年（672年）の6月、大海人皇子（天武天皇）の挙兵を知った近江宮の朝廷は、鎮圧のための軍の動員を命ずる使いを各地に遣わした。このうち東国への使者になったのが、韋那磐鍬、書薬、忍坂大摩侶であった。6月26日夜、彼らは美濃国の不破にさしかかった。その頃美濃は大海人皇子の味方になっていたが、彼らがそのことを知っていたかはわからない。書薬と忍坂大摩侶は、伏兵に後方を遮断され、そのまま捕らえられた。韋那磐鍬は遅れてゆっくり進んでおり、前方の変事をみて引き返した。
この事件を翌日に高市皇子が報告したところによると、尋問された薬らは、「吉野にいらっしゃる大皇弟のことで、東国の軍を発するため遣わされた韋那公磐鍬の徒である。しかし磐鍬は兵が起ったのを見て逃げ返った。」と答えたという。大皇弟とは、大海人皇子のことである。
この後の書薬については記録がない。乱の終結後に赦された中にいたと思われる。